# Electronic Privacy Information Center
Electronic Privacy Information Center (EPIC) est une organisation non gouvernementale établie en 1994 aux États-Unis qui s'est donné comme but de protéger la vie privée, la liberté d'expression et les valeurs démocratiques à l'ère de l'information. Basée à Washington, D.C., sa mission est de « sécuriser le droit fondamental à la vie privée à l'ère numérique pour tous les peuples par le biais de la défense des intérêts, de la recherche et du contentieux »,.

## Description
EPIC porte son attention sur plusieurs thèmes reliés aux libertés civiles, la défense du consommateur et les droits de l'homme. L'ONG a poursuivi à plusieurs reprises la Federal Trade Commission (FTC) en lien avec ses actions vis-à-vis Snapchat (technologie insuffisante pour protéger la vie privée des internautes), WhatsApp (politique sur la vie privée à la suite de son acquisition par Facebook), Facebook (modifications à ses politiques sur la vie privée), Google (déploiement de Google Buzz), Microsoft (mécanismes d'identification de Hailstorm) et  Choicepoint (ventes de données personnelles à des voleurs d'identités). EPIC a aussi remis des amicus curiae en lien avec des poursuites touchant la vie privée et la technologie, notamment Riley v. California (en) (2014) où la cour a statué qu'il est interdit d'analyser les contenus d'un appareil mobile lorsque l'appareil est saisi. Elle a participé à plusieurs poursuites portant sur la vie privée, dont EPIC v. DHS (D.C. Cir. 2011), qui a mené à la mise hors service des appareils à rayons X déployés dans les aéroports américains, et EPIC v. NSA (D.C. Cir. 2014), qui a mené à la publication de documents en lien avec l'autorité secrète de la NSA sur la cybersécurité. EPIC a aussi demandé à la Cour suprême des États-Unis de statuer sur les programmes de surveillance domestiques menés par la NSA. En 2023, EPIC mène des travaux sur l'application de la vie lors du déploiement de drones commerciaux aux États-Unis.
EPIC travaille en étroite collaboration avec des personnes ayant démontré de l'expertise dans les lois, la technologie et les politiques publiques.

### Citations originales
1. ↑  (en) « secure the fundamental right to privacy in the digital age for all people through advocacy, research, and litigation »